# Solar de Estrada
El Solar de Estrada, también conocido como «Campo de la Estrada», fue un solar de tierra ubicado en los denominados Altos de Velázquez de Madrid (actual confluencia de las calles Ortega y Gasset y Velázquez) utilizado como campo de fútbol por el Madrid Foot-Ball Club en sus primeros años y en los que disputó numerosos encuentros en la década de 1900.
Fue uno de los terrenos de los que dispuso el club en sus inicios, período en el que no se encontraba aún debidamente legalizado y en el que los diversos clubes existentes en la capital deambulaban de un campo a otro. El recinto tomaba el nombre de su propietario, el señor Estrada, quien era uno de los integrantes del club, de profesión marmolista y suegro del presidente del club Julián Palacios. En él se mantuvieron encuentros hasta 1903, fecha del traslado de la entidad a la explanada junto a la plaza de toros de Goya (actual Palacio de los Deportes), un terreno que normalmente se utilizaba como escombrera situado entre las calles Jorge Juan, Máiquez y Elipa (actual Duque de Sesto) en lo que hoy es la Fábrica Nacional de Moneda y Timbre.

## Historia
El terreno era un solar de tierra ya desaparecido entre las calles de Lista, Velázquez, Padilla y Núñez de Balboa, junto al antiguo convento de la Concepción Jerónima en el que jugadores del Madrid Foot-Ball Club disputaron numerosos partidos además de los celebrados en los desmontes de Moncloa y el campo del Retiro. En lo que posteriormente se convirtió en el distrito de Salamanca, urbanizado por el marqués de Salamanca, es considerado como la primera asentación e inicios del club madrileño a finales del año 1901. En la zona se situaba en la época la industria marmolista de la villa, y eran frecuentes los talleres dedicados a la práctica. Uno de ellos era el del integrante del club Claudio Estrada, asentado en unos terrenos junto su domicilio quien lo cedió para que sus compañeros tuvieran un lugar donde realizar sus prácticas de manera provisional por la acelerada escisión de la Sociedad Sky Foot-Ball. Fue allí donde Julián Palacios, compañero y presidente del club, conoció a la que poco después fue su esposa: una hija de Estrada. Curiosamente otro fundador de este Madrid Foot-Ball Club, Ángel Barquín, también se casó con la hija de otro marmolista insigne de la época, Faustino Nícoli, quien más tarde fue primer teniente de alcalde del municipio madrileño.
Estos primeros tiempos en la castiza barriada de Pardiñas resultan oscuros en su historia puesto que los diarios de la época no prestan casi atención a este incipiente deporte, por lo que se hace difícil atestiguar el devenir que tomó la ubicación y los campos que utilizaba el club para sus encuentros, pero se sabe que también disputó encuentros en los desmontes de Moncloa y que después se trasladaron al Campo del Retiro y a la explanada de la plaza de toros de Goya, en la calle Jorge Juan.
El terreno, como era habitual en la época, estaba sin vallar y debían pintar las líneas del campo y fijar las porterías en el suelo.